# مجله علمی تخیلی کهکشان

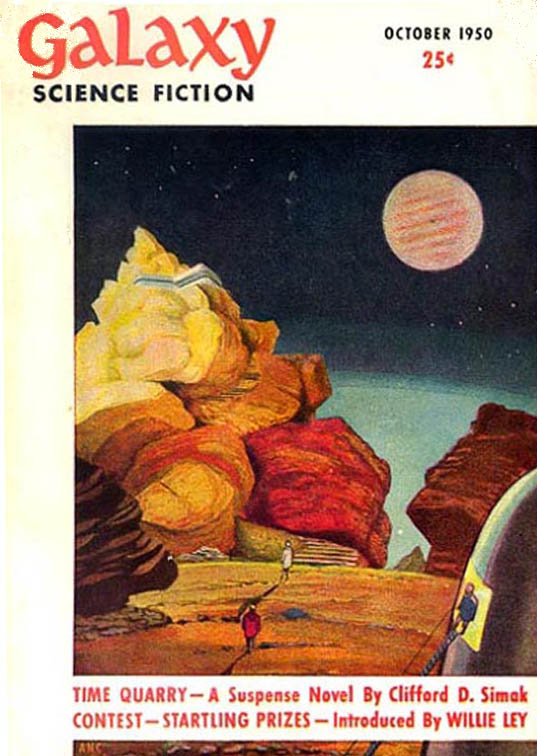
روی جلد

مجله علمی تخیلی کهکشان (انگلیسی: Galaxy Science Fiction) یک مجله علمی-تخیلی آمریکایی در اندازه دایجست بود که از سال ۱۹۵۰ تا ۱۹۸۰ در بوستون منتشر می‌شد.